# Cephalopholis cyanostigma
Cephalopholis cyanostigma es una especie de pez del género Cephalopholis, familia Serranidae. Fue descrita científicamente por Valenciennes en 1828.
Se distribuye por el Pacífico Occidental: Filipinas a Australia, incluyendo Palaos, Nueva Bretaña y las Islas Salomón. La longitud total (TL) es de 40 centímetros. Habita en arrecifes costeros protegidos, en lechos de pastos marinos y su dieta se compone de crustáceos y peces. Puede alcanzar los 50 metros de profundidad.
Está clasificada como una especie marina inofensiva para el ser humano.